# Šams z Tabrízu
Šams z Tabrízu (také Šams-e Tabrízí, Muhammed Šamsedín z Tabrízu a podobně; 1164 nebo 1185 - 1248), byl perský derviš, básník a súfíjský mystik. Narodil se jako syn učence Alího ibn Malíka Dáda v nynějším východoázerbájdžánském městě Tabríz v Persii, které mu později přidalo jeho přídomek; jméno Šams-e Tabrízí znamená „Slunce z Tabrízu“. Byl důvěrným přítelem a učitelem básníka Rúmího (1207–1273), který po něm nazval sbírku lyrických básní Díwán-e Šams-e Tabrízí. Šams zemřel v roce 1248 a jeho hrobka je v Choji.
V západní literatuře koluje mnoho různých přepisů Šamsova jména a Šams z Tabrízu bývá často zaměňován s imámem jménem Šams ad-Dín Muhammad († 1310), který většinu svého života také pobýval v Tabrízu.